# Filippiada
Filippiada (in greco Φιλιππιάδα?) è un ex comune della Grecia nella periferia dell'Epiro (unità periferica di Prevesa) con 8 429 abitanti secondo i dati del censimento 2001.
È stato soppresso a seguito della riforma amministrativa, detta Programma Callicrate, in vigore dal gennaio 2011 ed è ora compreso nel comune di Ziros.

## Località
Filippiada è suddiviso nelle seguenti comunità (i nomi dei villaggi tra parentesi):
- Agios Georgios
- Dryofyto
- Gymnotopos
- Kerasona (Kerasona, Agia Faneromeni)
- Kleisoura (Kleisoura, Pente Pigadia)
- Nea Kerasounta (Nea Kerasounta, Iliovouni)
- Panagia (Panagia, Gonia, Voulista)
- Petra Prevezas
- Romia (Romia, Paidopoli Zirou)